# La vie est une goutte suspendue
Pour plus de détails, voir Fiche technique et Distribution.
La vie est une goutte suspendue est un documentaire français  réalisé par Hormuz Kéy et sorti en 2007.

## Fiche technique
- Titre : La vie est une goutte suspendue
- Réalisation : Hormuz Kéy
- Scénario, photographie, son : Hormuz Kéy
- Montage : Cécile Theisen
- Production : Promenade Films
- Pays d’origine :  France
- Durée : 1 h 25 min
- Date de sortie : France - 10 octobre 2007

## Distribution
- Christian de Rabaudy

## Distinctions[1]

### Récompenses
- Visions du réel 2006 : prix du public
- Festival dei Popoli 2006 : grand prix
- Escales documentaires de La Rochelle 2006 : grand prix

### Sélections
- Cinéma du réel 2006
- Rencontres internationales du documentaire de Montréal 2006